# أوليفير ناكاش
أوليفير ناكاش (بالفرنسية: Olivier Nakache) (و. 1973  م) هو مخرج أفلام، وكاتب سيناريو فرنسي.

## وصلات خارجية
- أوليفير ناكاش على موقع IMDb (الإنجليزية)
- أوليفير ناكاش على موقع قاعدة بيانات الأفلام العربية
- أوليفير ناكاش على موقع ألو سيني (الفرنسية)
- أوليفير ناكاش على موقع أول موفي (الإنجليزية)
- أوليفير ناكاش على موقع قاعدة بيانات الأفلام السويدية (السويدية)
- أوليفير ناكاش على موقع قاعدة بيانات الفيلم (الإنجليزية)
- أوليفير ناكاش على موقع كينوبويسك (الروسية)